# Quad City Flames
Quad City Flames – nieistniejący klub hokejowy w American Hockey League w dywizji zachodniej, konferencji zachodniej. Drużyna miała swoją siedzibę w Moline w Stanach Zjednoczonych, w aglomeracji Quad Cities - stąd nazwa. Drużyna podlegała zespołowi Calgary Flames oraz miała własną filię w ECHL, którą była drużyna Las Vegas Wranglers. W 2009 roku drużyna zmieniła nazwę na Abbotsford Heat i przeniosła się do Abbotsford w Kanadzie.
- Rok założenia: 2007
- Rok likwidacji: 2009
- Trener: Ryan McGill
- Manager: Reynold Smith
- Hala: The MARK of the Quad Cities